# Константиновский район (Донецкая область)
Константи́новский район (укр. Костянтинівський район) — упразднённая административно-территориальная единица в Донецкой области Украины. Образована 7 марта 1923 года. Административный центр — город Константиновка, который не входил в состав района. Расположена в центре Донецкой области, к северу от Донецка. 17 июля 2020 года постановлением Верховной рады «О создании и ликвидации районов» была ликвидирована и вошла в состав Краматорского района.
В составе 11 сельсоветов, 63 населённых пункта, 4 больницы, 25 школ, 12 дворцов культуры, 28 библиотек, 4 музея.

## Население
Численность населения — 17 643 чел., сельское население: 17 643 человека; городское отсутствует.
Данные переписи населения 2001 года
| N | Национальность | Количество | Уд. вес (%) |
| - | -------------- | ---------- | ----------- |
| 1 | Украинцы       | 16 345     | 77,35       |
| 2 | Русские        | 4206       | 19,90       |
| 3 | Белорусы       | 194        | 0,92        |
|   | Всего          | 21 132     | 100,00      |

## Экономика
Племенное свиноводческое хозяйство «Племзавод Червоная Зирка». Территория приоритетного развития. 14 колхозов, 8 совхозов, 3 стройорганизации.

## Транспорт
Через Константиновский район проходит национальная автомобильная дорога H20.

## Природа
Региональный ландшафтный парк «Клебан-Бык».
Охраняемые природные территории:
- Клебан-Бык
- Дружковские окаменевшие деревья
- Клебан-Быкское обнажение
- Балка Кравецкая
- Скалообразное обнажение верхнего мела